# Mika Rika
Mika+Rika, anciennement MIKA☆RIKA (ミカ☆リカ) est un groupe de musique d’idoles japonaises formé en août 2012, composé de deux sœurs jumelles Mika et Rika. Le duo interprète des chansons au style hip hop. Le groupe d’idols est produit par DJ-S.A.L. de Romantic Production.
Le groupe a sorti son 1er single Funky OL ~Shigoto Shitakunai yo~ en novembre 2013 sous le label SecondFactory.